# لوغان شالمرز
لوغان شالمرز (بالإنجليزية: Logan Chalmers)‏ هو لاعب كرة قدم بريطاني، ولد في 24 مارس 2000 في دندي في المملكة المتحدة. لعب مع دندي يونايتد.

## وصلات خارجية
- لوغان شالمرز على موقع قاعدة بيانات كرة القدم.إي يو (الإنجليزية)
- لوغان شالمرز على موقع Soccerbase.com (لاعب) (الإنجليزية)
- لوغان شالمرز على موقع Soccerway.com (الإنجليزية)
- لوغان شالمرز على موقع عالم كرة القدم.نت (الإنجليزية)